# Nokia 2
Nokia 2是诺基亚品牌下的一款入门级Android智能手机，由HMD Global公司在芬兰Espoo的工作室研发，于2017年10月31日发布。HMD Global 聲稱Nokia 2的電池一次充電即可使用兩天。HMD也表示这款中低端入门机非但不会错过Android 8.0，还会直接升级到Android 8.1系统。之所以不是Android 8.0而是Android 8.1，是因为Android 8.1将会加入Android Go系统，让这一款配置比较低端的手机运行起来更加流畅。

## 发售
Nokia 2的建议零售价为99欧元。2017年11月Nokia 2在印度和美国发售，2018年在英国发售。